# İhsan Sabri Çağlayangil
İhsan Sabri Çağlayangil (ur. 1908 w Stambule, zm. 30 grudnia 1993 w Ankarze) – turecki polityk i policjant, minister, w latach 1979–1980 przewodniczący Senatu, w 1980 pełniący obowiązki prezydenta Turcji.

## Życiorys
W 1932 ukończył studia na wydziale prawa Uniwersytetu Stambulskiego. Pracował jako funkcjonariusz policji w strukturze Emniyet Genel Müdürlüğü. Między 1948 a 1960 kierował policją w kolejnych prowincjach: Yozgat, Antalya, Çanakkale, Sivas i Bursa. W 1961 wszedł w skład Senatu z ramienia Partii Sprawiedliwości. Od lutego do października 1965 sprawował urząd ministra pracy w gabinecie Suata Hayriego Ürgüplü. Później pełnił funkcję ministra spraw zagranicznych w rządach Süleymana Demirela (od października 1965 do marca 1971, od marca 1975 do czerwca 1977 i od lipca 1977 do stycznia 1978).
W listopadzie 1979 objął urząd przewodniczącego Senatu. 6 kwietnia 1980 zakończyła się kadencja prezydenta Fahriego Korutürka, a parlament nie był w stanie wyłonić jego następcy (do 11 września tegoż roku przeprowadzono 115 nieudanych głosowań)). W konsekwencji İhsan Sabri Çağlayangil wykonywał czasowo obowiązki głowy państwa. Urzędował do czasu zamachu stanu z 12 września 1980, gdy władzę w Turcji przejęli wojskowi. Przez pewien czas objęty zakazem działalności publicznej. W 1983 uczestniczył w powołaniu ugrupowania Büyük Türkiye Partisi, które szybko zostało zdelegalizowane. Od czerwca do września tegoż roku internowany w jednym z obiektów wojskowych w Çanakkale. W drugiej połowie lat 80. dołączył do Partii Słusznej Drogi.